# Honsfeld
Honsfeld est un village de Belgique situé dans la commune de Bullange en province de Liège, dans les Cantons de l'Est.

## Histoire
De 1912 à 1952, la gare de Honsfeld était desservie par des trains de voyageurs reliant, avant 1919, les villes allemandes de Jünkerath et Malmedy. Gérée par la SNCB, elle conserve jusqu'en 1983 un service marchandises. La ligne est abandonnée en 1999 et démontée par la suite. Un chemin piéton et cycliste se prolongeant jusqu'à Jünkerath a remplacé les voies.